# Georg Ried (Moderator)

Georg Ried (2015)

Georg „Schorsch“ Leonhard Ried (* 1959 in Blonhofen) ist ein bayerischer Fernseh- und Hörfunkmoderator, Autor, Musiker und Dirigent.

## Leben
Nach seinem Studium von 1979 bis 1983 am Richard-Strauss-Konservatorium in München war Ried im Ostallgäu beim privaten Rundfunk als Hörfunkmoderator tätig. 1989 kam er als Musikredakteur zum Bayerischen Rundfunk, wo er seit 1991 auf Bayern 1 bzw. seit 2015 auf BR Heimat an Sonn- und Feiertagen die Sendung „So schön klingt Blasmusik“ gestaltet und moderiert. Im BR Fernsehen ist er in den Sendungen „Mit Blasmusik durch Bayern“ sowie „Schwaben weissblau“ zu sehen und zudem als Musikredakteur für verschiedene Sendungen tätig.
Georg Ried moderiert zahlreiche Bühnenauftritte namhafter Blasorchester und absolviert als Vortragskünstler Auftritte mit selbstverfassten Texten. Neben humorigen Werken in Ostallgäuer Mundart verfasste Georg Ried Nachschlagewerke, Biografien, Bühnenstücke und Drehbücher für Film und Fernsehen. Außerdem trat er als Komponist und Sänger im Bereich der Blas- und Unterhaltungsmusik in Erscheinung.
Georg Ried ist zudem Moderator und Mitbegründer des 2017 initiierten Grand Prix der Blasmusik.
Als Dirigent hat Ried die musikalische Leitung des Ensembles Blechragu.
Im Jahr 2011 wurde Georg Ried zum „Kulturbotschafter der Blasmusik im Musikbund von Ober- und Niederbayern“ ernannt. 2018 erhielt er für seine besonderen Verdienste im Bereich Brauchtum, Kultur und Blasmusik die Verdienstmedaille des Verdienstordens der Bundesrepublik Deutschland.

## Werke (Auswahl)

### Bücher
- Oh du schöne Weihnachtszeit
- Spiegelbilder
- Karl Kling – eine Lebens-Sinfonie
- Unter der Bavaria – Musikgeschichten vom Oktoberfest
- Bühnendichter
- Blasmusik im Poetenblick
- Blasmusik im Überblick
- Ernst Mosch – Mein Leben die Musik
- Mit Blech kein Schaden
- Ma sott lache
- Lachet Leit und hand a Freid
- Allerhand und Duranand
- Allgäuer Weihnacht

### Filme (Buch und Regie)
- Wege der Hoffnung (Kino-Doku)
- Mächlerwelten Pfronten
- Allgäuer Dialektreise
- Augsburger Land
- Blechschaden On Tour
- Die Heilige Crescentia von Kaufbeuren
- Liedermacher Werner Specht
- Der Künstler Otto Kobel
- Euregio Musikfestival
- Gebirgsmusikkorps Garmisch-Partenkirchen
- Horst on Tour
- Herzog Franz von Bayern
- Herzog Max in Bayern
- Prinz Luitpold von Bayern
- Prinz Poldi von Bayern
- Prinz Wolfgang von Bayern
- Drehbücher für die Fernsehreihe Mit Blasmusik durch Bayern (BR Fernsehen)

### Kompositionen (Musik und Text)
- Allgäuer Heimatmarsch
- Die Liebe ist vergänglich (Walzer)
- Im Musikantenparadies (Lied)
- Leberwurscht-Polka (Lied)
- Liebesromanze (Lied)
- Oktoberfest-Walzer (Lied)
- Unter der Bavaria (Polka-Lied)
- Es hätt’ noch schlimmer kommen können (Couplet)
- Schön ist unser Leben (Polka-Lied)
- Sing eine Lied (Swing-Lied)
- Ein bisschen Optimismus (Swing-Lied)
- Heimat Bayernland (Lied)
- So schön klingt unsere Blasmusik (Walzer-Lied)
- Die Alten sind die Besten (Lied)
- Die alten Lieder (Lied)
- Wenn ich der König wär (Lied)
- Die Zeit wird immer schlimmer (Couplet)
- Ohne Passwort ist nichts los (Couplet)